# CBERS
CBERS (China-Brazil Earth-Resources Satellite) è un programma di cooperazione tra Brasile  e Cina per la produzione di una serie di satelliti di osservazione della Terra da parte di Cina e Brasile.

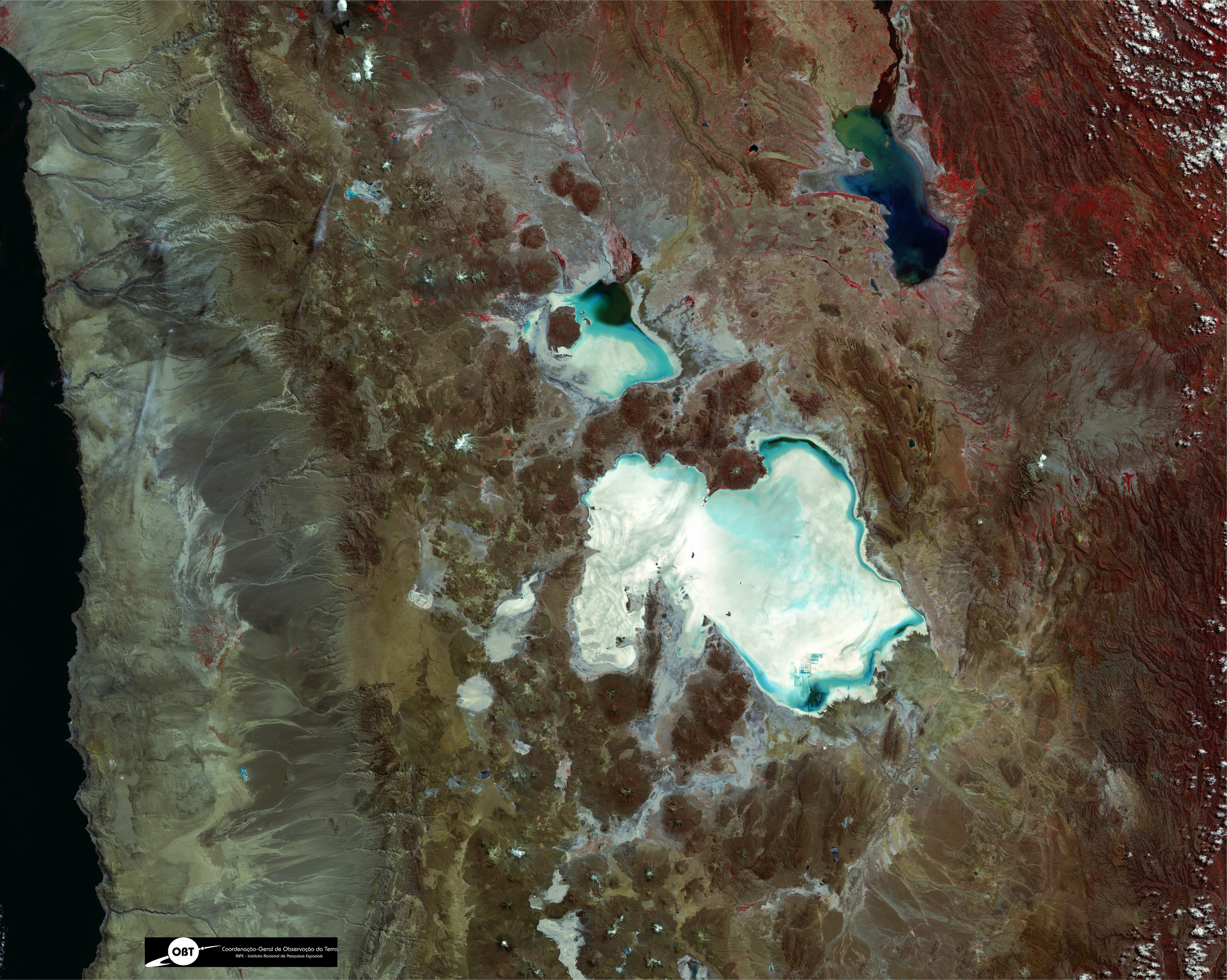
Salar de Uyuni - Bolívia, immagine catturata dal satellite CBERS-4

## Prima generazione
CBERS-1 e 2 sono identici a tre telecamere multispettrali, la Wide Field Imaging Camera (WFI), la Medium Resolution Camera (CCD) e lo scanner a infrarossi multispettrale (IRMSS). Una nuova telecamera pancromatica ad alta risoluzione (HRC) è stata aggiunta al CBERS-2B.
| Satellite | Tipo            | Lancio | Status         |
| --------- | --------------- | ------ | -------------- |
| CBERS-1   | Telerilevamento | 1999   | ritirato, 2003 |
| CBERS-2   | Telerilevamento | 2003   | ritirato, 2009 |
| CBERS-2B  | Telerilevamento | 2007   | ritirato, 2010 |

## Seconda generazione
CBERS-3, CBERS-4 e 4A hanno telecamere Pancromatiche e Multispettrali (PAN), Regular Multispectral (MUX), Multispectral and Thermal Imager (IRS) e Long Field Camera (WFI).
| Satellite | Tipo            | Lancio | Status              |
| --------- | --------------- | ------ | ------------------- |
| CBERS-3   | Telerilevamento | 2013   | distrutto al lancio |
| CBERS-4   | Telerilevamento | 2014   | attivo              |
| CBERS-4A  | Telerilevamento | 2019   | attivo              |